# 광의동
광의동(廣宜洞)은 대한민국 서울특별시의 폐지된 행정동이다. 1955년 4월 18일에 구의동 지역과 광장동 지역을 관할하여 설치되었고, 1970년 5월 5일에 폐지되었다.

## 같이 보기
- 광장동
- 구의동